# 438
El 438 (CDXXXVIII) fou un any comú començat en dissabte del calendari julià.

## Esdeveniments
- 15 de febrer: entra en vigor el Codex Theodosianus a l'Imperi Romà d'Orient.[1]